# Bronwood (Géorgie)
Bronwood est une ville américaine située dans le comté de Terrell, en Géorgie. Selon le recensement de 2020, sa population est de 334 habitants.